# 1079
Cette page concerne l'année 1079  du calendrier julien. Pour l'année 1079 av. J.-C., voir 1079 av. J.-C.
L'année 1079 est une année commune qui commence un mardi.

## Événements
- Février : Bérenger de Tours, qui niait la présence réelle du Christ dans l'Eucharistie, se rétracte au concile de Rome[1].
- 24 mars, Pâques : Frédéric de Staufen est fiancé à Ratisbonne avec Agnès, la fille de l'empereur Henri IV, et reçoit l'investiture du comté de Souabe[2]. Il est à l'origine de la maison des Hohenstaufen.
- 11 avril[3] ou 8 mai : exécution de Stanislas, évêque de Cracovie,  par le roi de Pologne Boleslas II le Généreux, dont il a condamné les violences et ses débauches, et sans doute pour des motifs politiques (il aurait pris la tête d’une révolte de la noblesse). Boleslas II, excommunié doit abandonner la couronne de Pologne et s'exiler en Hongrie[4]. Son frère cadet Ladislas Ier Herman lui succède. Ce dernier combat vainement l’aristocratie, qui administre la Pologne. Il apparaît comme un homme de l’empereur Henri IV, dont il épouse la fille Judith. Il accepte de payer tribut pour la Silésie et renonce à se faire couronner roi.

- Bataille de Scacafell ou de Skyhill près de Ramsey. L'île de Man est envahie par le roi celto-norrois Godred Crovan qui établit le royaume de Man et des Îles[5].
- Saint-Martin-des-Champs, aux portes de Paris, est incorporée à la congrégation de Cluny[6].
- Guillaume le Conquérant établit la réserve de chasse de la New Forest dans le Hampshire[7].